# Castell d'Alatskivi
Castell d'Alatskivi (estonià: Alatskivi loss, alemany: Schloss Allatzkiwwi) és un castell neogòtic ubicat a Alatskivi, Estònia, a 40 quilòmetres al nord de Tartu i 205 quilòmetres de Tallinn. Data del segle xvii, és ubicat a la parròquia d'Alatskivi, al Comtat de Tartu.
Va ser reconstruït a finals del segle xix pel baró Arved von Nolcken, agafant com a model la residència reial de Balmoral a Escòcia. La renovació es va realitzar entre 2005 i 2011. Alberga el museu Eduard Tubin, compositor i director d'orquestra.
El castell d'Alatskivi està envoltat per diversos edificis subsidiaris i un parc forestal de 130 hectàrees, el més gran al Comtat de Tartu. El parc conté molts roures, freixes, aurons, alders i una carretera d'arribada amb arbres de til·ler.